# Étienne Decroux
Étienne Decroux (19 de juliol de 1898 a París - 12 de març de 1991 a Billancourt, Somme, Picardia, França) va ser actor, mim, director i pedagog teatral. Format amb Jacques Copeau, va ser una de les figures més influents en la creació i desenvolupament del teatre físic. Ideològicament, era ateu i anarquista, partidari d'una revolució política i seguidor de Proudhon.
Reconegut actor de cine i teatre format en l'escola de Jacques Copeau a França, va dedicar la seva vida a la creació d'un teatre on l'actor és el centre i el cos és el seu instrument principal. Autor de nombroses peces, va començar a finals dels anys 60 a ensenyar i desenvolupar la seva tècnica. Molts actors van passar per la seva escola, com ara Jean Louis Barrault, Marcel Marceau, Jessica Lange, Michel Serrault.
Alguns dels seus assistents i estudiants han continuat les seves investigacions i han desenvolupat la tècnica fins als nostres dies. El mim corporal s'ensenya en les ciutats més importants de món. N'hi ha escoles a Londres, París, Barcelona, Canadà, etc. A Catalunya hi ha l'escola Moveo, basada específicament en la tècnica Decroux, i l'escola internacional de mim corporal dramàtic, entre d'altres.

## Mim i dansa
Decroux va ser contemporani de Martha Graham, i ambdós van cercar crear un codi de posicions "pures" i estandarditzades anàleg al de la dansa clàssica per al mim i la dansa contemporània respectivament. Ell definia el moviment com una successió d'aquestes posicions o "actituds" (en francès, attitude). Decroux havia estudiat dansa clàssica, la coneixia i l'estimava, fins i tot s'havia queixat de les estudiants a actrius del Théâtre du Vieux-Colombier que ho pretenien ser sense tenir coneixement d'aquesta disciplina. En canvi, no tenia gaire coneixement de la dansa moderna i la contemporània, especialment la desenvolupada a partir dels anys setanta.
En una època en què, per exemple, Serge Lifar havia publicat el seu Manifest del coreògraf (1935), al qual reclamava l'autonomia de la dansa respecte de les altres arts i la diferenciava de la pantomima, entre d'altres; Decroux també considerava necessari reclamar el mim com a art autònom i separat de la resta d'arts escèniques, especialment de la dansa. Per a Decroux, en les seves paraules, "el ballarí i el mim són sempre germans traïdors".

## Filmografia
- DVD - "Enfin voir Etienne Decroux bouger" Zone 0 /Pal (francès)
- Book - "Le Silence des Mimes Blancs" by D. Dobbels sur l'histoire du mime de Debureau à Decroux (144 pages) (francès)

## Citacions
Allò que caracteritza el nostre món és que està assegut.
El mim corporal s'aixeca, gaudeix representant el món, 
ser mim és ser un militant, un militant del moviment en un món que está assegut. 